# Асторія (теплохід)
«Асторія» — це судно, яке було побудовано як трансатлантичний океанський лайнер «Стокгольм» для компанії Swedish American Line і перебудовано як круїзне судно в 1993 році. Замовлений у 1944 році та побудований у 1948 році, у віці 73 роки, він є найстарішим пасажирським лайнером, який донедавна плавав глибоководними маршрутами. Він був найбільш відомий завдяки зіткненню з «Андреа Доріа» в липні 1956 року, біля узбережжя Нантакета, штат Массачусетс, США, що призвело до затоплення останнього та 46 загиблих.
Протягом семи десятиліть служби судно пройшло через кількох власників і плавала під іменами «Стокгольм», «Волькерфрондшафт», «Волкер», «Фрітьйоф Нансен», «Італія І», «Італія Пріма», «Валтур Пріма», «Каріб», «Афіна», «Азореш», перш ніж розпочати службу як «Асторія» у березні 2016 року. «Асторія» була у власності «Cruise & Maritime Voyages» до 2020 року, коли компанія призупинила роботу через пандемію COVID-19, і згодом була знову продана. Вона залишалася на стоянці до 2023 року, коли було прийнято рішення продати її для подальшої утилізації.

## Стокгольм

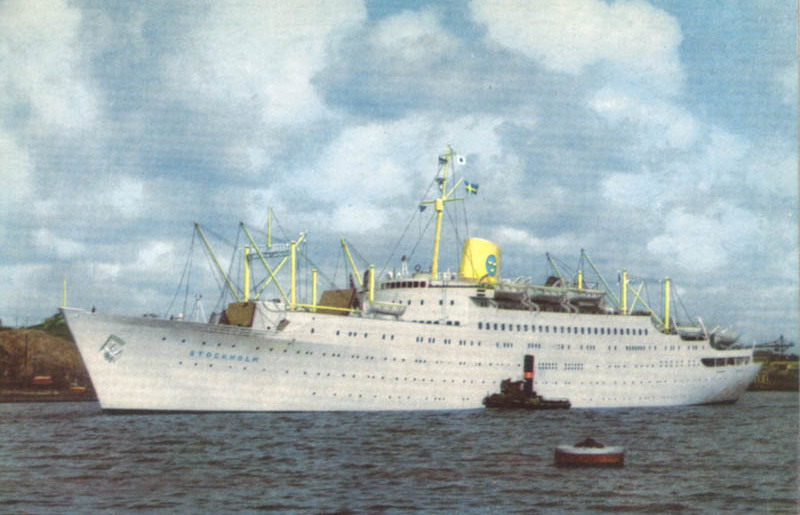
«Стокгольм» після побудови

Теплохід був замовлений у 1944 році та спущений на воду 9 вересня 1946 року як «Стокгольм» компанією Götaverken у Гетеборзі для Swedish America Line. Теплохід був розроблений дизайнером Swedish American Line Еріком Крістіанссоном, який працював технічним директором у материнській компанії Broström. Це був четвертий корабель під назвою «Стокгольм» для Swedish American Line, але другий з чотирьох, який фактично плавав під цим ім’ям. Коли «Стокгольм III» був проданий італійцям, виручені кошти спочатку не використовувались, але пізніше були використані для фінансування будівництва корабля після того, як у 1941 році «Стокгольм» був затоплений під час війни.
Довжиною 160 м з валовою реєстровою місткістю 12 165 т, «Стокгольм» на той час був найменшим пасажирським судном, що курсувало на північноатлантичному маршруті, але найбільшим пасажирським судном, побудованим у Швеції, з найбільшою дизельною силовою установкою, побудованою в Швеції. Спочатку розрахований на перевезення 395 пасажирів, розділених між першим і туристичним класом, і вантажопідйомністю 3000 т. Інтер'єр був розроблений шведськими художниками, зокрема Куртом Юнгстедтом. Після доставки корабель замінить застарілий «Drottningholm» і почергово буде виконувати трансатлантичні рейси з  «Gripsholm». Судно здійснило своє перше плавання 21 лютого 1948 року під командуванням капітана Вальдемара Йонссона з Гетеборга та прибуло до Нью-Йорка 1 березня.

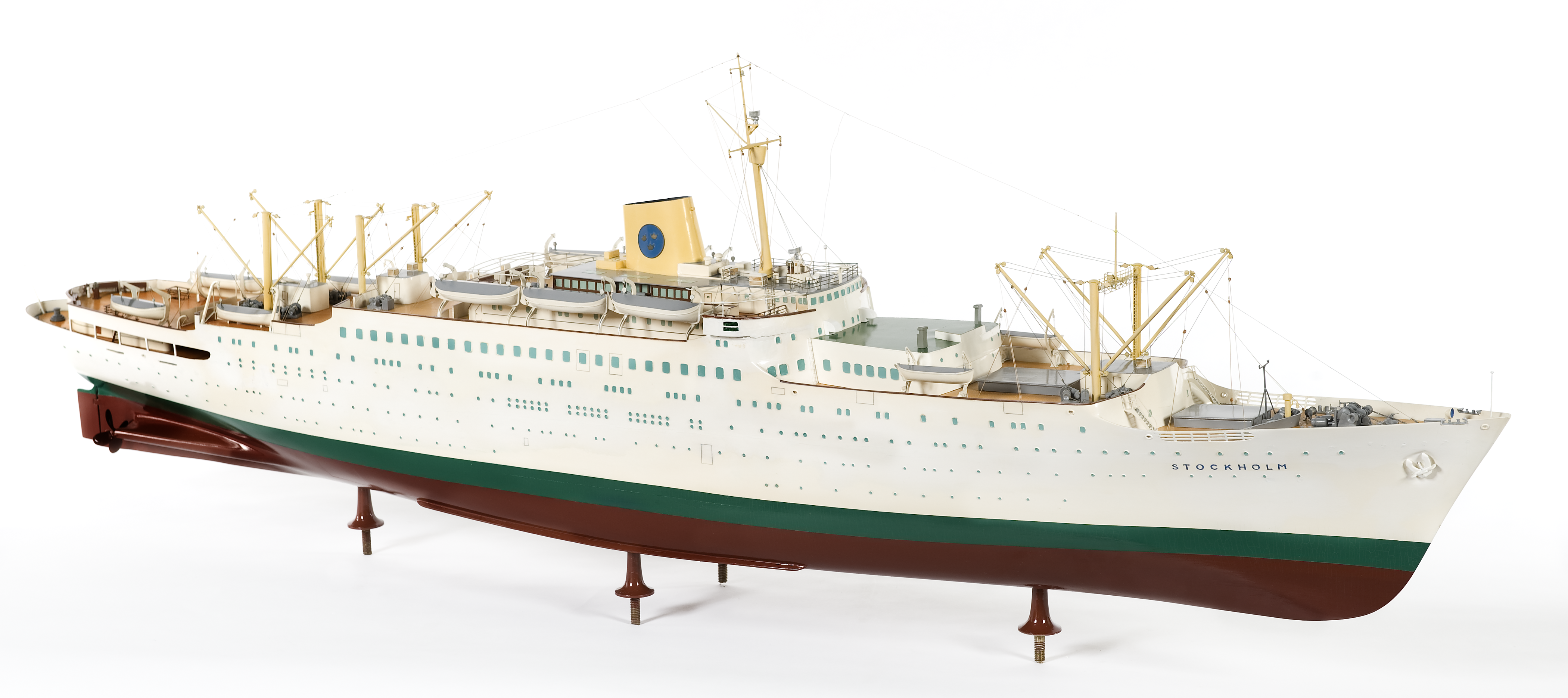
Модель «Стокгольма», виставлена в Sjöhistoriska Museet у Стокгольмі

«Стокгольм» продовжував курсувати трансатлантичним маршрутом, пізніше до нього приєднався новий «Kungsholm». Реконструкція 1953 року збільшила місткість «Стокгольма» до 548 осіб, заповнивши зовнішню кормову та передню частини палуби «А» пасажирськими каютами. Через невеликий розмір і погану пристосованість до морів Північної Атлантики в холодні місяці Swedish American Line запланувала час від часу круїзи, починаючи з 1953 року з Морхед-Сіті, штат Північна Кароліна, до Гавани, Нассау та Бермудських островів. У лютому 1955 року судно було використане для депортації Арне Петтерсена, останньої людини, яка пройшла через острів Елліс, до Гетеборга, Швеція. Пізніша реконструкція в 1956/57 роках додала кінотеатр на передній частині палуби головної надбудови та відкритий басейн на кормі.
Коли на лінію вийшли теплоходи «Kungsholm» і новий «Gripsholm», менший «Стокгольм» почали вважати надто маленьким і таким, що не відповідає поточним стандартам лінії. Корабель був проданий у травні 1959 року невідомій на той час німецькій компанії. Теплохід завершив рік, плаваючи зі Swedish American Line до Нью-Йорка, перш ніж його передали новій компанії в 1960 році.

## Зіткнення з «Андреа Доріа»

26 липня 1956: після зіткнення з «Андреа Доріа», «Стокгольм», із серйозно пошкодженим носом прямує до Нью-Йорка

У ніч на 25 липня 1956 року о 23:10 під час сильного туману в північній частині Атлантичного океану біля узбережжя Нантакета Стокгольм і «Андреа Доріа» з Італійської лінії зіткнулися в одній з найгучніших морських катастроф в історії.
Незважаючи на те, що більшість пасажирів і членів екіпажу пережили зіткнення, більший розкішний лайнер «Andrea Doria» перекинувся і затонув наступного ранку. Через зіткнення 50% рятувальних шлюпок «Андреа Доріа» стали непридатні для використання. Однак кілька кораблів, у тому числі «Ile de France», відреагували та надали допомогу, що запобігло масовій загибелі людей.
П'ятеро членів екіпажу «Стокгольма» загинули миттєво, а ще кілька потрапили в пастку в розбитому носі . Незважаючи на те, що теплохід втратив близько 0,9 м надводного борту, покалічений «Стокгольм» допоміг у порятунку і в кінцевому підсумку перевіз 327 пасажирів і 245 членів екіпажу від «Андреа Доріа», окрім своїх пасажирів і екіпажу. Після зіткнення, коли члени екіпажу «Стокгольма» почали оглядати пошкодження, один із членів екіпажу наткнувся на Лінду Морган, яка була викинута з ліжка на «Андреа Доріа», коли два кораблі зіткнулися та приземлилися на палубу «Стокгольма». Вона отримала тілесні ушкодження середньої тяжкості.

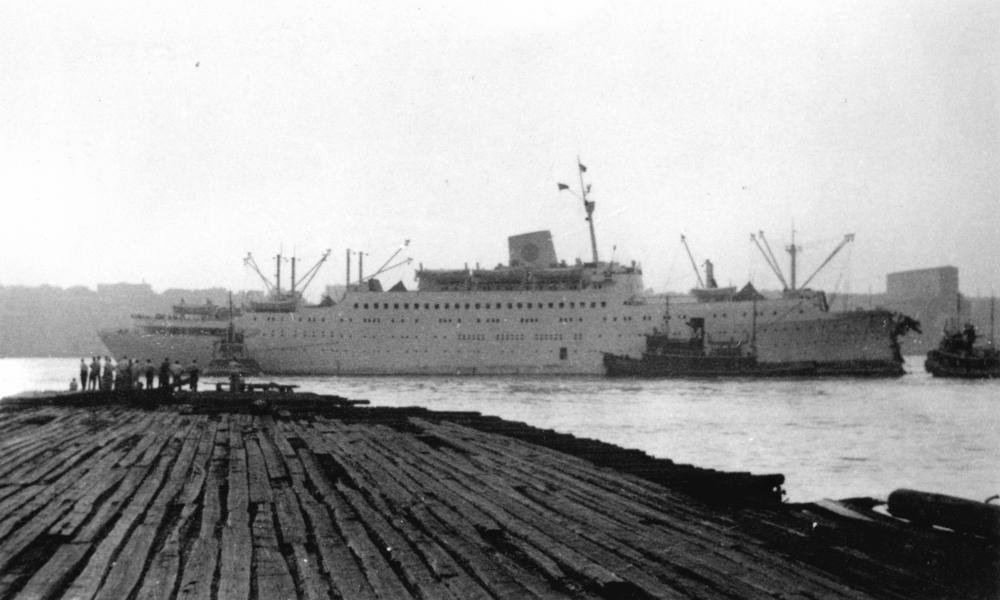
Пошкоджений «Стокгольм» зайшов у порт Нью-Йорка

Після того, як «Андреа Доріа» затонула, «Стокгольм» своїм ходом відплив до Нью-Йорка і прибув 27 липня. Через три місяці на верфі Bethlehem Shipyard у Брукліні, штат Нью-Йорк, було замінено розчавлену носову частину, вартістю 1 мільйон доларів США. Після подій було розпочато розслідування, і через 6 місяців було досягнуто врегулювання між Italian Line та Swedish American Line.

### Уламки від зіткнення

#### Корабельний дзвін

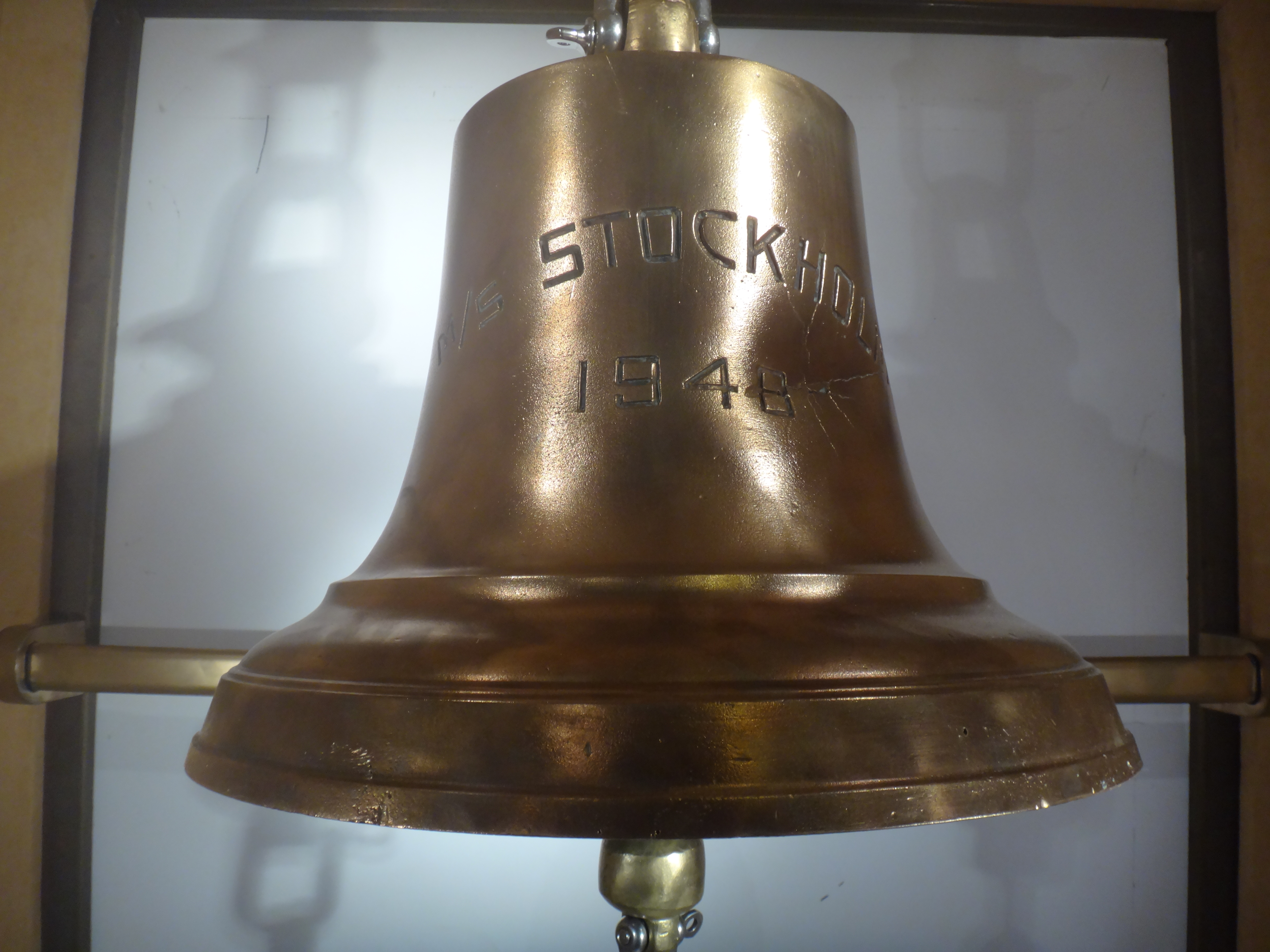
Пошкоджений дзвін із носової частини «Стокгольма», врятований після затонулого корабля «Андреа Доріа» і зараз виставлений на борту «Асторії»

Через роки після зіткнення «Андреа Доріа» стане популярним місцем для дайвінгу. У 1959 році пошкоджений корабельний дзвін «Стокгольма» було піднято з місця аварії. Сьогодні він виставлений на борту у вестибюлі судна.

#### Знахідка уламків лука
У вересні 2020 року компанія Atlantic Wreck Salvage із Нью-Джерсі оголосила, що їх корабель «Tenacious» виявив носову частину та якорі «Стокгольма». Дайвери зробили підтвердження на основі наявності та унікального стилю обох якорів, внутрішнього зміцнення носової частини, м’ятості уламків у стилі акордеона за такою ж схемою, як видно на фотографіях «Стокгольма» після зіткнення, а також розташування уламків поблизу «Андреа Доріа». місце останнього спочинку.

## Східнонімецький корабель «Волькерфрондшафт»

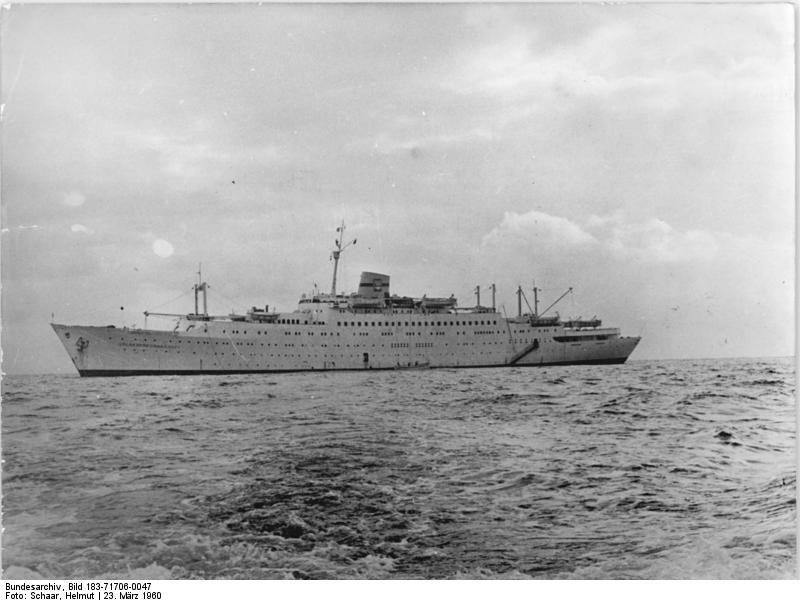
Судно у 1961 році під назвою «Волькерфрондшафт»

3 січня 1960 року «Стокгольм» був переданий уряду Східної Німеччини, який перейменував корабель «Волькерфрондшафт» («Дружба між народами»), що працював на лінії Deutsche Seereederei (Німецька судноплавна компанія), попередник Aida Cruises.
«Волькерфрондшафт» здійснив своє нове перше плавання 23 лютого 1960 року в Росток, Німеччина. Судно плавало в тандемі з нещодавно побудованим «Fritz Heckert». Коли в 1961 році була побудована Берлінська стіна, усі доступні для заходу порти були обмежені лише комуністичними країнами, що значно обмежило маршрути плавання. Корабель здійснював рейси на Кубу і був одним із двох кораблів, які прямували до Гавани під час Кубинської ракетної кризи, де за ним спостерігали військові літаки та кораблі США.
У 1964 році судно було передано під управління Федерації вільних німецьких профспілок, але більшу частину року його зафрахтували в країни Західної Європи. В 1967 році Stena Line фрахтувала судно для шведських пасажирів на півроку, роблячи це щороку, поки судно не було продано в 1985 році.

## Норвезький казармовий корабель «Фрітьоф Нансен»
У 1985 році судно перевели в панамську компанію Neptunas Rex Enterprises. Назву було скорочено до «Волкер», і до кінця року він був затриманий в Саутгемптоні, Англія. У 1985 році судно було перейменовано на «Фрітьоф Нансен», пізніше він використовувався як казармовий корабель в Осло для шукачів притулку в Норвегії.

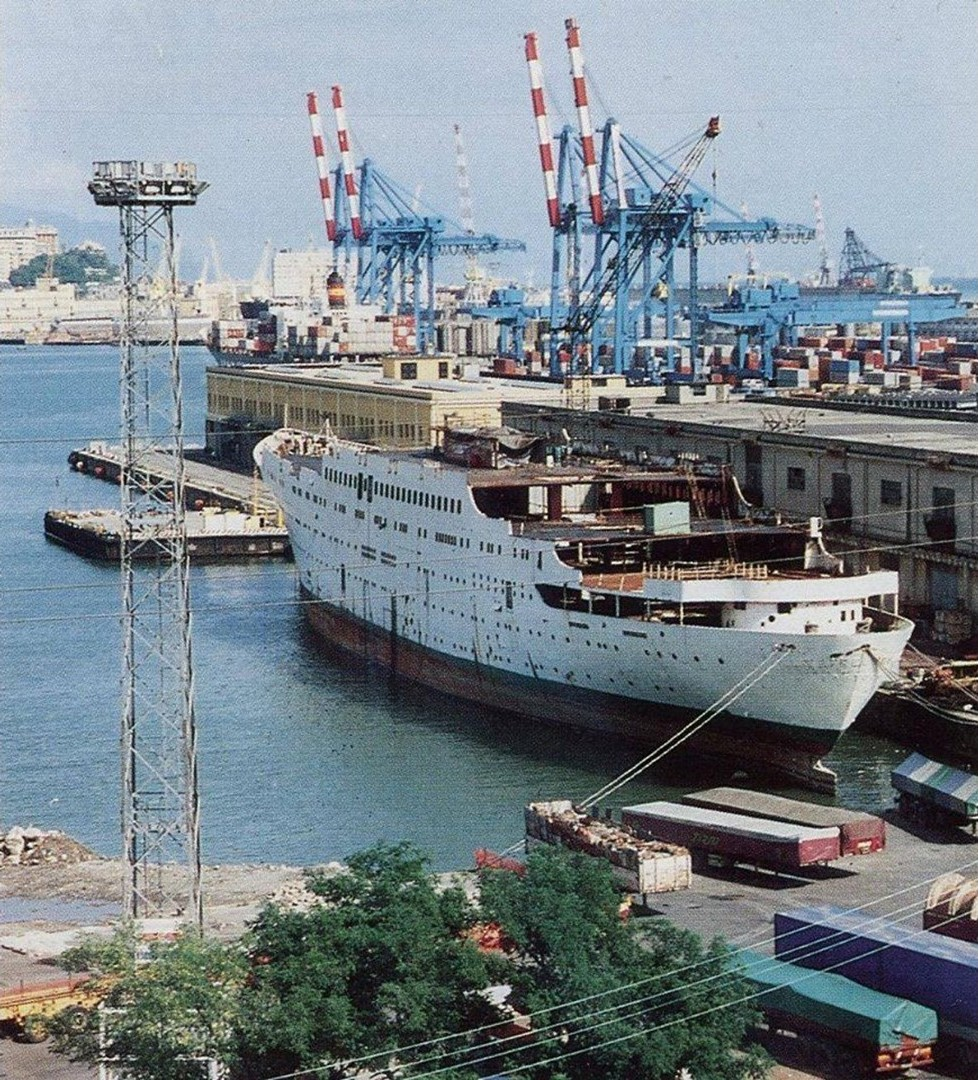
Перетворення на круїзне судно на верфі Генуї в 1993 році

У 1989 році колишній «Стокгольм» був офіційно проданий італійській компанії Star Lauro Lines, яка мала намір перетворити лайнер на розкішне круїзне судно. Корабель все ще був зафрахтований як «Фрітьоф Нансен» і залишався в Осло до 1993 року. Судно було відбуксировано на верф у Генуї, Італія  порт приписки «Андреа Доріа»; але коли вона прибула, преса назвала її «кораблем смерті» (La nave della morte) через зіткнення з «Андреа Доріа». Під час переобладнання було виявлено, що колишній «Стокгольм» був у дуже хорошому стані.
Були встановлені нові дизелі, а також побудований новий міст, що подовжує надбудову вперед. Кормові палуби були побудовані, що надало йому більш сучасного профілю круїзного судна. Додано великий качиний хвіст, який істотно змінив вигляд корми. 

### «Італія І» - «Італія Пріма» - «Валтур Пріма»

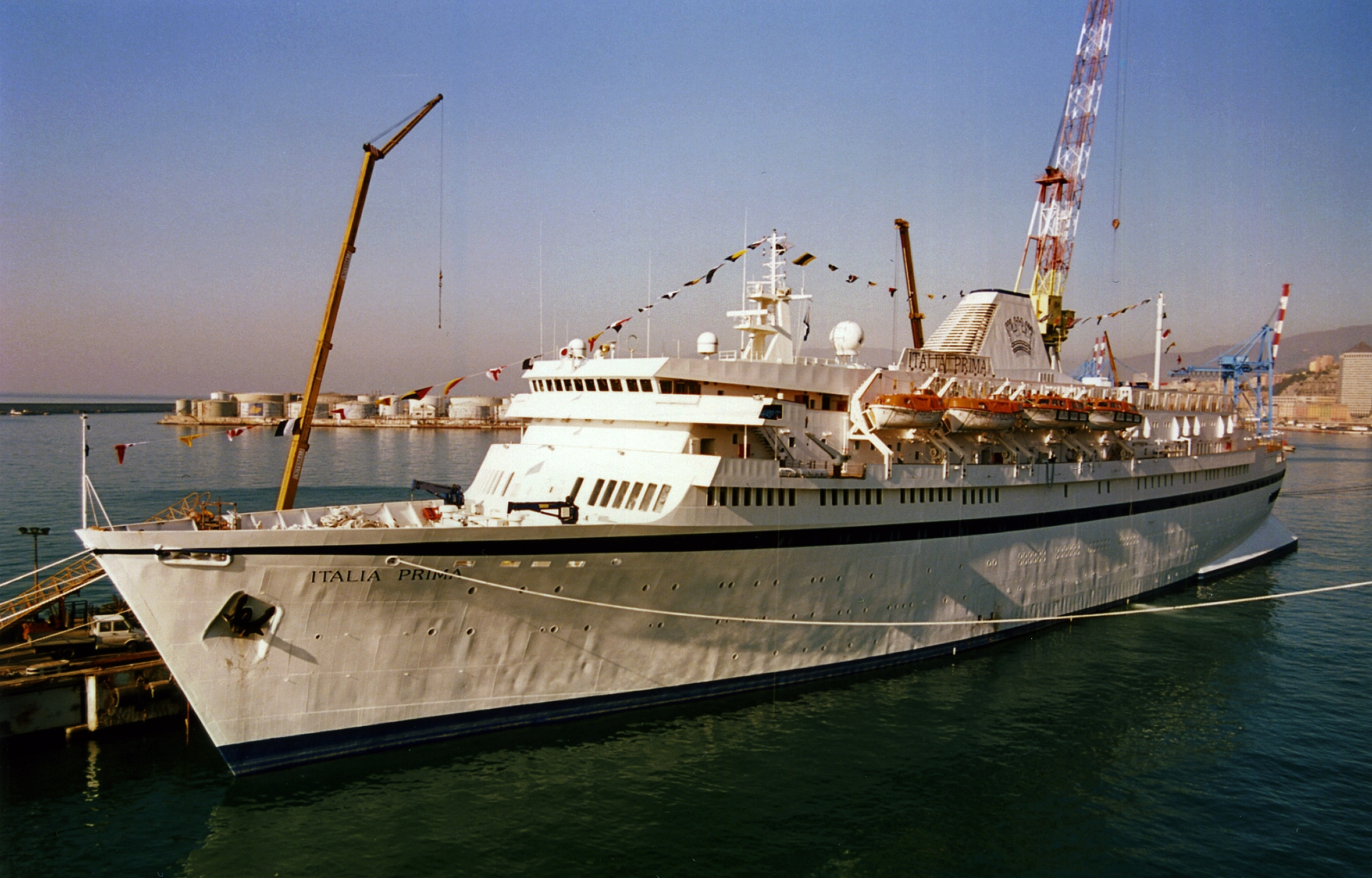
Як «Італія Пріма» в Генуї, 1994 рік

Після завершення ремонту в 1994 році судно було названо «Італія І» , потім «Італія Пріма», пізніше воно плавало як «Валтур Пріма» переважно на Кубу до 2001 року.

### «Каріб»
Придбаний компанією Festival Cruises у 2002 році та перейменований на «Каріб», він продовжував плавати на Кубу.

### «Афіна»
У 2005 році «Каріб» був перейменований в «Афіну», будучи зареєстрованим в Португалії. Також відбулася зміна прапора на кіпрський.

#### Піратська атака
3 грудня 2008 року на «Афіну» напали пірати в Аденській затоці. Як повідомляється, 29 піратських човнів оточили теплохід, доки морський патрульний літак ВМС США P-3 Orion не закружив над ним, що змусило деяких піратів втекти. Екіпаж перешкодив піратам вийти на борт, вистріливши в них з водометів високого тиску. Ніхто не постраждав, судно залишилося без пошкоджень і продовжило свій рейс до Австралії.

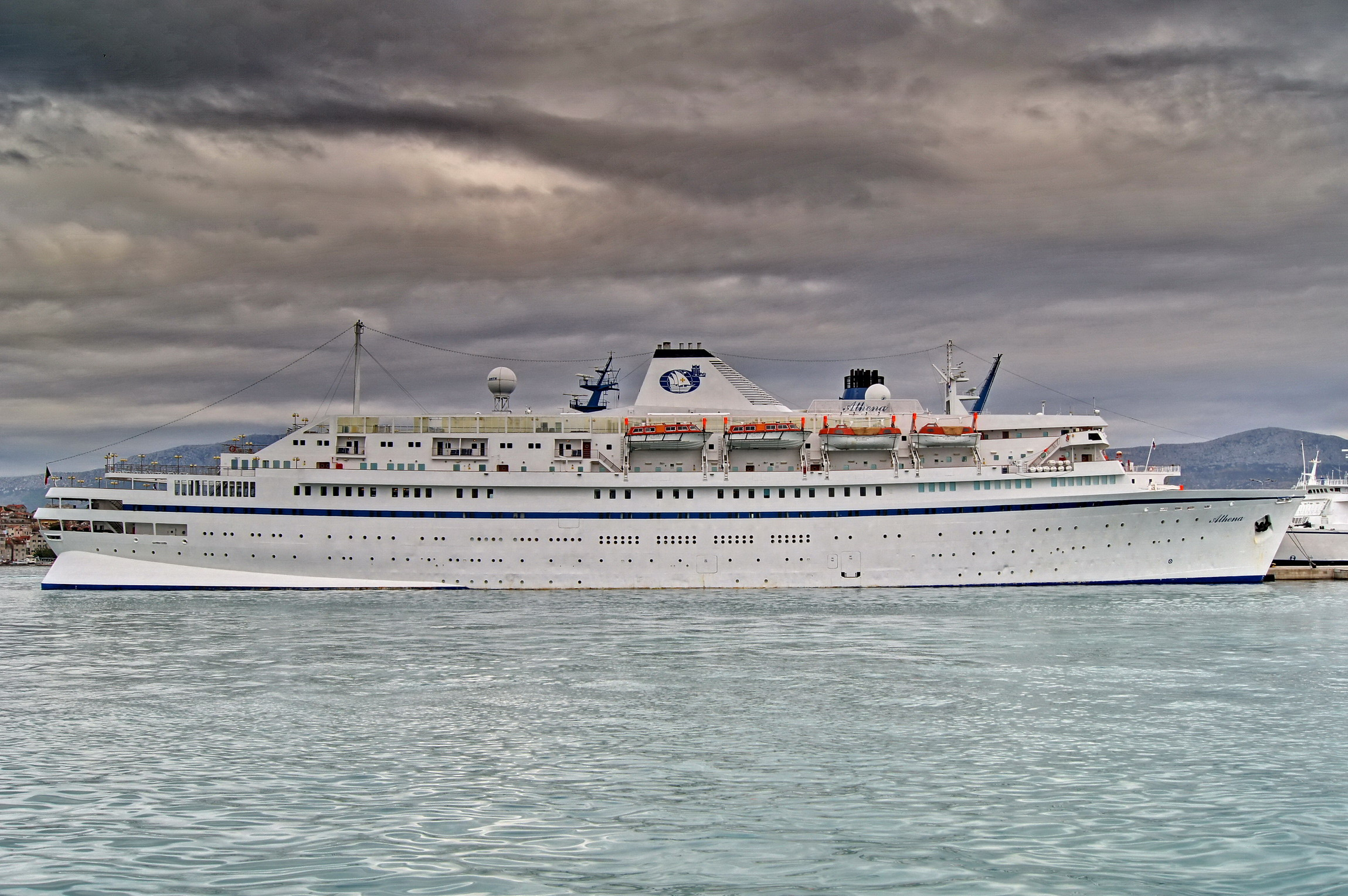
Як «Афіна» у Спліті, 22 жовтня 2011

У 2009 році корабель був зафрахтований німецьким круїзним оператором Phoenix Reisen і перефарбований у кольори компанії з бірюзовою воронкою та логотипом компанії. 17 вересня 2012 року було оголошено, що «Афіна» та «Принцеса Даная» були затримані в Марселі, Франція, за несплачені рахунки за пальне.

### «Азореш»
На початку 2013 року «Афіна» була куплена нещодавно створеною португальською круїзною компанією Portuscale Cruises і перейменована на «Азореш». Як тільки придбання було підтверджено, судно доставили на верф у Марселі, де його оновили. Потім воно поступило на службу в Portuscale Cruises після завершення чартеру для берлінської компанії Ambiente Kreuzfahrten, від якої воно була зафрахтоване на Classic International, щоб приєднатися до «Принцеси Дафни» .

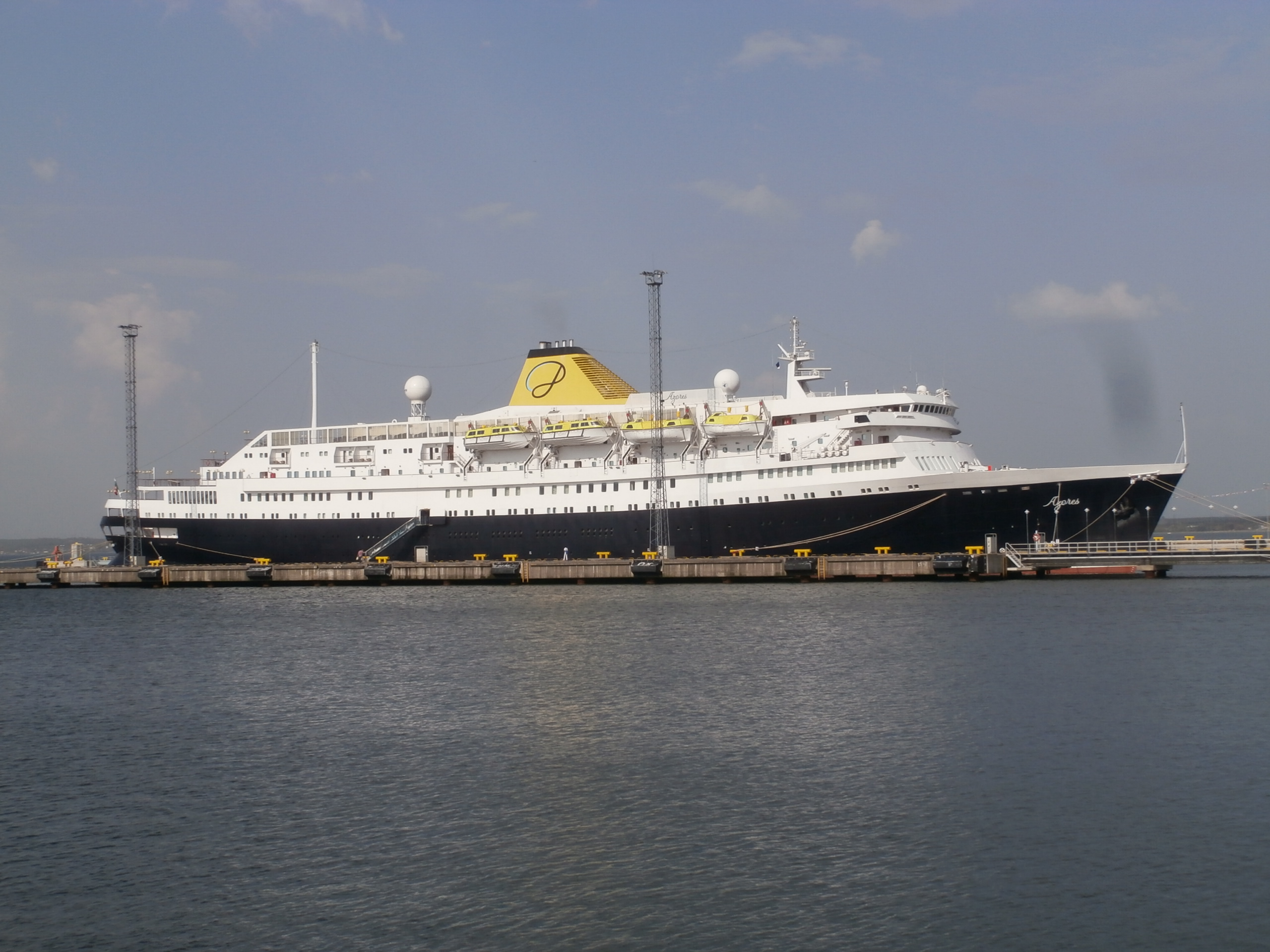
Як «Азореш» в Таллінні, 2014

Чартер розпочався в березні 2014 року з круїзу з Лісабона, Португалія, до Бремерхафена, Німеччина, і завершився в листопаді 2014 року в Генуї, Італія. Після краху Portuscale адміністратор офіційного власника судна, Island Cruises — Transportes Marítimos, Unipessoal Ltd., забезпечив чартер компанії Cruise &  Maritime Voyages. Перша подорож відбулася з доків Ейвонмут до Карибського моря в січні 2015 року .

### «Асторія»

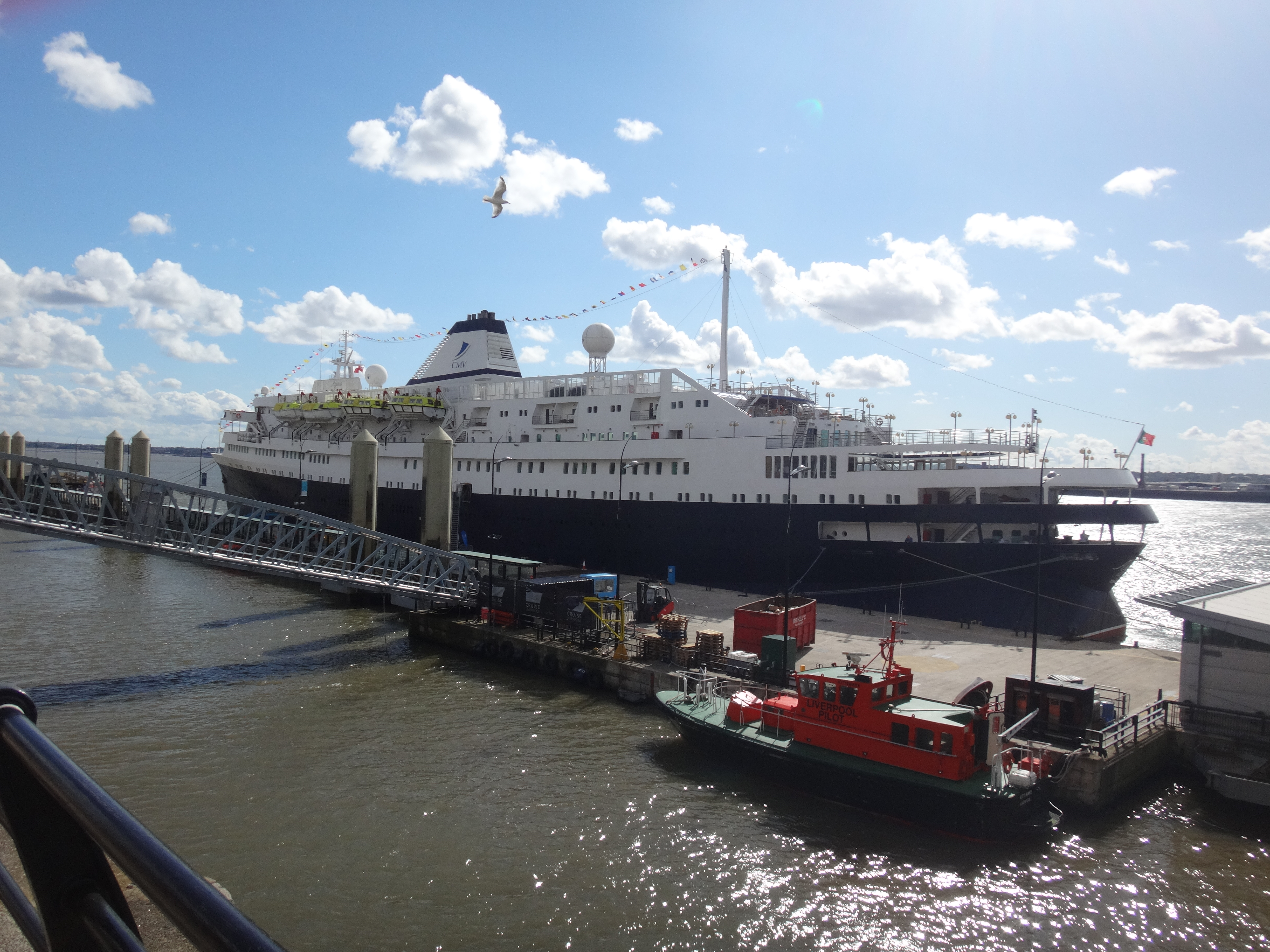
«Азореш» в Ліверпулі, 2015

У березні 2016 року судно було перейменовано в «Асторію» компанією Cruise & Maritime Voyages і з травня 2016 року по березень 2017 року перебувало в субфрахтуванні французького туроператора Rivages du Monde. З 2016 року «Асторія» є останнім судном колишньої Swedish American Line, що залишилося на плаву, після того, як теплохід  «Kungsholm» був списаний на металобрухт у 2016 році.
У червні 2016 року було оголошено, що «Асторія» покине флот CMV після свого останнього круїзу 27 квітня 2017 року з Лондона Тілбері.   У лютому 2017 року CMV оголосила, що «Асторія» залишиться у флоті компанії Cruise &  Maritime Voyages до 2018 року.
З грудня 2019 року «Асторія» мала розпочати зимовий круїз морем Кортеса з порту Пуерто-Пеньяско (Рокі-Пойнт), Мексика   але це плавання не відбулося до січня 2020 року через невідомі затримки в сухому доку. Круїзний сезон 2020 року мав стати останнім для Асторії» у флоті Cruise &  Maritime Voyages. 
Судно було заарештовано співробітниками Агентства морської та берегової охорони Великої Британії в червні 2020 року після повідомлень, що воно збиралося відплисти та залишити юрисдикцію Великої Британії, не організувавши репатріацію іноземних членів екіпажу, які застрягли у Великій Британії через пандемію COVID-19. Пізніше «Асторія» була перевезена до Роттердама та виставлена на аукціон 1 березня 2021 року з мінімальною ціною продажу 10 мільйонів євро, але не отримувала жодних пропозицій до липня 2021 року. Судно залишалося під вартою до рішення власників і кредиторів.

## Продаж 2021 року
У липні 2021 року судно було придбано американською групою на чолі з Броком Пірсом, яка також придбала  «Фуншал» . Нові власники мали намір повернути «Асторію» до експлуатації, а «Фуншал» перетворити на готельний корабель.   Від планів відмовилися, і судно знову було виставлено на продаж, так і не залишивши порт Роттердама.

## Продаж 2023 року і можлива утилізація
На початку 2023 року судно знову продали, і хоча численні звіти свідчать про те, що тепер послідує утилізація, представник компанії The Roundtable, що базується в Пуерто-Рико, заявив, що можуть відбутися «подальші переговори». 
1. 1 2 3 4 5 6 7  https://www.hafen-hamburg.de/de/schiff/astoria-imo-5383304---30659
2. 1 2 3 4 5  https://www.cruisemapper.com/ships/CMV-Astoria-821
3. 1 2 3  http://ssmaritime.com/Stockholm.htm
4. 1 2  Dawson, Philip S. (2000). Cruise ships : an evolution in design. London: Conway Maritime. ISBN 0-85177-660-4. OCLC 43419400.
5. ↑  STOCKHOLM SETS RECORD; Swedish American Liner Makes Speed Mark to Goeteborg. The New York Times (амер.). 15 березня 1948. ISSN 0362-4331. Процитовано 2 червня 2020.
6. 1 2  NEW SWEDISH SHIP DUE HERE MARCH 1; Comfort Rather Than Luxury Is Keynote on Motorliner Stockholm, Line Reports. The New York Times (амер.). 4 січня 1948. ISSN 0362-4331. Процитовано 2 червня 2020.
7. ↑  Wealleans, Anne (27 вересня 2006). Designing Liners: A History of Interior Design Afloat (англ.). Routledge. ISBN 978-1-134-18939-7.
8. ↑  Shipping News and Notes; New Swedish American Liner Stockholm Scheduled Here Today on Maiden Trip. The New York Times (амер.). 1 березня 1948. ISSN 0362-4331. Процитовано 2 червня 2020.
9. ↑  North Carolina state ports. digital.ncdcr.gov (англ.). Процитовано 14 червня 2020.
10. ↑  Smolenyak, Megan (18 березня 2021). We Finally Know What Happened to Arne Pettersen, the Last to Leave Ellis Island. Medium (англ.). Процитовано 8 березня 2022.
11. ↑  STOCKHOLM SOLD BY SWEDISH LINE; Identity of German Buyer Not Disclosed -- Delivery Will Be Made Next Year. timesmachine.nytimes.com (англ.). Процитовано 14 червня 2020.
12. ↑  CAPTAIN ARRIVES, SILENT ON CAUSES; Lauds Crew and Rescuers --Gives No Clue to Crash Andrea Doria's Haggard Captain Arrives, But Gives No Clue to Cause of Collision. The New York Times (амер.). 27 липня 1956. ISSN 0362-4331. Процитовано 2 червня 2020.
13. ↑  SHIP BUILT TO TAKE COLLISION SAFELY; Andrea Doria Hull Divided to Give Stability--Lifeboats Could Carry 2,000 SHIP BUILT TO TAKE COLLISION SAFELY. The New York Times (амер.). 26 липня 1956. ISSN 0362-4331. Процитовано 2 червня 2020.
14. ↑  SWEDEN SALUTES STOCKHOLM CREW; Line Also Expresses 100% Confidence in Ship's Role in Doria Collision NEW DAMAGE SUITS FILED $500,000 Asked by Brooklyn Shoemaker--1,500 Attend Mass for the Dead Expert Seamanship Hailed Suits Charge Negligence Lines Decline Comment SWEDEN SALUTES STOCKHOLM CREW. timesmachine.nytimes.com (англ.). Процитовано 14 червня 2020.
15. ↑  Times, George Hornethe New York (27 липня 1956). Safety Men Puzzled By Failure of Radar To Prevent Collision; SURVIVORS ASSAIL THE DORIA'S CREW Unit Had 6 Ranges. The New York Times (амер.). ISSN 0362-4331. Процитовано 2 червня 2020.
16. ↑  Carino, Jerry (15 вересня 2020). Andrea Doria wreck discovery: Millstone captain finds bow of ship that sunk her. Asbury Park Press. Neptune Township, New Jersey. Процитовано 14 грудня 2020.
17. 1 2  Schwerdtner, Nils (11 липня 2013). German luxury ocean liners : from Kaiser Wilhelm der Gross to AIDAstella. Stroud. ISBN 978-1-4456-0474-9. OCLC 832608271.
18. ↑  Smith, Peter (31 березня 2014). Cruise Ships: The Small-Scale Fleet. Barnsley, S. Yorkshire: Pen & Sword Books Ltd. ISBN 978-1-7815-9281-6.
19. ↑  Shammas, Brittany. 'Ship of death': A floating piece of cruise history may be nearing its final voyage. Washington Post. Процитовано 14 червня 2020.
20. ↑  Ljungström, Henrik. Stockholm (III). The Great Ocean Liners. Архів оригіналу за 25 жовтня 2021. Процитовано 27 вересня 2022.
21. ↑  Langmaid, Aaron (4 грудня 2008). Pirates attack luxury cruise ship bound for Australia. Herald sun. Архів оригіналу за 5 грудня 2008. Процитовано 7 грудня 2008.
22. ↑  CIC Ships Arrested - Cruise Industry News | Cruise News. Cruise Industry News. 18 вересня 2012. Архів оригіналу за 8 грудня 2013. Процитовано 3 червня 2014. [Архівовано 2013-12-08 у Wayback Machine.]
23. 1 2  Boonzaier, Jonathan (4 березня 2021). Nobody wants to buy the world's oldest cruiseship. TradeWinds: Cruise & Ferry. Oslo: TradeWinds AS. Архів оригіналу за 16 червня 2021. Процитовано 24 липня 2021.
24. ↑  CMV to replace Discovery from the UK. TravelMole. TravelMole.com. Процитовано 16 січня 2016.
25. ↑  Cruise & Maritime Voyages Announce Sub-Charter Of Azores To French Cruise Operator. Cruise Capital. Jordan Bailey. Архів оригіналу за 17 серпня 2016. Процитовано 29 червня 2016. [Архівовано 2016-08-17 у Wayback Machine.]
26. ↑  Astoria Set To Leave The CMV Fleet In 2017. Cruise Capital. Jordan Bailey. Архів оригіналу за 4 липня 2016. Процитовано 29 червня 2016. [Архівовано 2016-07-04 у Wayback Machine.]
27. ↑  World's Oldest Cruise Ship to Leave Cruise & Maritime Voyages. www.cruisecritic.com.
28. ↑  CMV Make U-Turn Decision And Keep Astoria In Fleet For 2018. Cruise Capital. Jordan Bailey. Архів оригіналу за 25 лютого 2017. Процитовано 25 лютого 2017. [Архівовано 2017-02-25 у Wayback Machine.]
29. ↑  Yeager, Melissa. Inaugural Rocky Point cruises canceled for December, rescheduled for January. azcentral. Процитовано 28 жовтня 2019.
30. ↑  The World's Oldest Operating Cruise Ship Is Getting Ready to Retire. Travel + Leisure. Процитовано 2 червня 2020.
31. ↑  Calder, Simon (21 липня 2020). CMV cruise line goes into administration with thousands of forward bookings. Independent. London. Архів оригіналу за 1 березня 2021. Процитовано 15 червня 2021.
32. ↑  Sale of cruise vessel Astoria. Lloyd's List. 2 лютого 2021. Архів оригіналу за 15 червня 2021. Процитовано 15 червня 2021.
33. ↑  Astoria Bought By American Group, Will Cruise Again. Cruise & Harbour News. 24 липня 2021. Архів оригіналу за 26 жовтня 2021. Процитовано 25 липня 2021. [Архівовано 2021-10-26 у Wayback Machine.]
34. ↑  Portugal, Rádio e Televisão de. Paquete Funchal ganha nova vida. Paquete Funchal ganha nova vida.
35. ↑  Cabrita-Mendes, André (24 серпня 2021). Empresário norte-americano gastou sete milhões para comprar e transformar paquete Funchal em hotel de luxo. O Jornal Económico.
36. ↑  Astoria Set for the Auction Block Once More. Cruise & Harbour News. 29 березня 2022. Архів оригіналу за 2 липня 2022. Процитовано 16 грудня 2022. [Архівовано 2022-07-02 у Wayback Machine.]